# Oberamt Reutlingen

Karte der württembergischen Oberämter, Stand 1926

Das Oberamt Reutlingen war ein 1803 errichteter württembergischer Verwaltungsbezirk (auf beigefügter Karte # 43), der 1934 in Kreis Reutlingen umbenannt und 1938 um den Hauptteil des Kreises Urach sowie einige Gemeinden des Kreises Tübingen zum Landkreis Reutlingen vergrößert wurde. Allgemeine Bemerkungen zu den württembergischen Oberämtern siehe Oberamt (Württemberg).

## Geografie
Der Mitte des 19. Jahrhunderts etwa 265 km² große Bezirk hatte Anteil an der Schwäbischen Alb und ihrem Vorland. Landschaftsprägend wirkt die Grenze zwischen beiden Naturräumen, der aus mehreren Stufen aufgebaute, insgesamt rund 300 Meter hohe Albtrauf. Zwischen Eninger Gutenberg und Gönninger Roßberg entstanden durch die Erosionstätigkeit der Echaz und ihrer Seitenbäche ausgefranste Stufenränder mit Berghalbinseln und Ausliegern. Vorgelagert sind die Achalm als Zeugenberg und der Georgenberg, ein Pfropfenberg des Schwäbischen Vulkans. Durch das dicht besiedelte Echaztal, die industrielle Kernzone des Oberamts, führte die Staatsstraße (heutige B 312) mit der 1820 erbauten Honauer Steige auf die Alb. Über die südlich des Albtraufs anschließende, vollständig verkarstete Mittlere Kuppenalb verläuft die Europäische Wasserscheide. Den südlichen Teil des Gebiets, einschließlich einer etwa ein Zehntel der Gesamtfläche einnehmenden, von hohenzollerischem Gebiet umschlossenen Exklave, entwässern die Lauchert und ihre Zuflüsse Erpf und Seckach in Richtung Donau.
Nachbarn waren die württembergischen Oberämter Urach, Münsingen, Tübingen, Rottenburg sowie die hohenzollerischen Fürstentümer Hechingen und Sigmaringen (seit 1850 preußischer Regierungsbezirk Sigmaringen).

## Geschichte

Gebietsstand 1813, mit den früheren Herrschafts- und Ämtergrenzen

Das Oberamt entstand 1803, nachdem Württemberg die Reichsstadt Reutlingen in Besitz genommen hatte. Als Verwaltungsgebäude diente der ehemalige Königsbronner Pfleghof (heute Heimatmuseum, Oberamteistraße 22). Bis 1810 kamen in mehreren Schritten weitere Orte hinzu, siehe unten.
Ehemalige Herrschaften

Die Bestandteile des Oberamts gehörten im Jahr 1800 zu folgenden Herrschaften:
- Herzogtum Württemberg
 Der größte Teil der altwürttembergischen Orte zählte zu den weltlichen Oberämtern Urach (Unteramt Willmandingen) und Pfullingen. Genkingen war dem Klosteramt Pfullingen unterstellt. Die erst nach der Reformation erworbenen Orte gehörten zur Rentkammer (Großengstingen, wurde vom Amt Pfullingen mitverwaltet) bzw. zum Kammerschreibereigut (Gomaringen).
- Reichsstadt Reutlingen
 Das Territorium umfasste neben der Stadt die Dörfer Betzingen, Bronnweiler, Ohmenhausen, Stockach und Wannweil. Die im November 1802 erfolgte Besitznahme durch Württemberg erhielt mit dem Reichsdeputationshauptschluss ihre formale Bestätigung.
- Kloster Mariaberg
 Ebenfalls 1802 wurde das dem Kloster Zwiefalten unterstellte Benediktinerinnenkloster Mariaberg mit dem Dorf Bronnen in Besitz genommen und noch im selben Jahr aufgehoben.

## Gemeinden

### Einwohnerzahlen 1824
Folgende Schultheißereien bzw. Gemeinden waren 1824 dem Oberamt Reutlingen unterstellt:
| Nr. | frühere Gemeinde            | Einwohnerzahl 1824 | Einwohnerzahl 1824 | heutige Gemeinde |
| Nr. | frühere Gemeinde            | evangel.           | kathol.            | heutige Gemeinde |
| --- | --------------------------- | ------------------ | ------------------ | ---------------- |
| 1   | Reutlingen                  | 9420               | 55                 | Reutlingen       |
| 2   | Betzingen                   | 1103               | –                  | Reutlingen       |
| 3   | Brunnen 1 mit Mariaberg     | –                  | 105                | Gammertingen     |
| 4   | Bronnweiler                 | 110                | –                  | Reutlingen       |
| 5   | Erpfingen                   | 655                | –                  | Sonnenbühl       |
| 6   | Genkingen                   | 678                | –                  | Sonnenbühl       |
| 7   | Gomaringen mit Hinterweiler | 1462               | 5                  | Gomaringen       |
| 8   | Groß-Engstingen             | –                  | 627                | Engstingen       |
| 9   | Hausen a. d. Lauchert       | 383                | –                  | Trochtelfingen   |
| 10  | Holzelfingen                | 364                | –                  | Lichtenstein     |
| 11  | Honau                       | 405                | –                  | Lichtenstein     |
| 12  | Klein-Engstingen            | 419                | 7                  | Engstingen       |
| 13  | Mägerkingen                 | 483                | 3                  | Trochtelfingen   |
| 14  | Oberhausen                  | 501                | –                  | Lichtenstein     |
| 15  | Omenhausen 2                | 838                | 4                  | Reutlingen       |
| 16  | Pfullingen                  | 3435               | 5                  | Pfullingen       |
| 17  | Stockach                    | 163                | –                  | Gomaringen       |
| 18  | Undingen                    | 795                | 1                  | Sonnenbühl       |
| 19  | Unterhausen                 | 663                | 1                  | Lichtenstein     |
| 20  | Wannweil                    | 488                | 4                  | Wannweil         |
| 21  | Willmandingen               | 601                | –                  | Sonnenbühl       |
|     | Summe                       | 22966              | 817                |                  |

### Änderungen im Gemeindebestand

Gemeinden und Markungen um 1860

Bei seiner Gründung 1803 umfasste das Oberamt Reutlingen nur das ehemals reichsstädtische Territorium.
1806 wurden die beiden Pfullinger Ämter aufgehoben und als Unteramt Pfullingen dem Oberamt Reutlingen einverleibt, das sich damit um die Stadt Pfullingen und die Dörfer Genkingen, Großengstingen, Holzelfingen, Honau, Kleinengstingen, Oberhausen und Unterhausen vergrößerte. Das Unteramt wurde 1818 aufgelöst.
1807 kam Gomaringen zum Oberamt.
1808 wurde das Unteramt Willmandingen (zuvor Oberamt Urach) mit den Dörfern Erpfingen, Hausen, Mägerkingen, Undingen und Willmandingen dem Oberamt Reutlingen zugewiesen. Das Unteramt wurde 1818 aufgelöst.
1810, nach Aufhebung des 1803 errichteten Oberamtes Zwiefalten, wurde Bronnen mit Mariaberg dem Oberamt Reutlingen unterstellt.
1826 wurde die Achalm von Eningen (Oberamt Urach) nach Reutlingen umgemeindet.
1829 wurde Bronnen nach Mägerkingen eingemeindet.
1842 wechselte die Gemeinde Eningen vom Oberamt Urach zum Oberamt Reutlingen.
1854 wurde Bronnen von Mägerkingen getrennt und wieder zur selbständigen Gemeinde erhoben.
1907 wurde Betzingen nach Reutlingen eingemeindet.
1930 wurde Oberhausen nach Unterhausen eingemeindet.
1936 erfolgte eine Grenzkorrektur zwischen Wannweil und Kirchentellinsfurt (Kreis Tübingen).

## Amtsvorsteher
Die Oberamtmänner des Oberamts ab 1807:
- 1807–1810: Johann Jakob Gunzenhauser
- 1810–1819: Johann Gottlob Veiel
- 1819–1822: Friedrich Günzler (Amtsverweser)
- 1822–1826: Carl Christian Friedrich Weckherlin
- 1826–1848: Jakob Ludwig Friedrich von Stängel
- 1848–1851: Johann Jakob Wolfer
- 1851–1860: Johann Conrad Sigmundt
- 1860–1866: Karl Hermann von Hörner
- 1866–1872: Gottlob Friedrich Bernhard von Schippert
- 1872–1882: Friedrich Ludwig Ernst Neudörffer
- 1882–1885: Karl Friedrich Strobel
- 1885–1897: Gottlob Immanuel Kauffmann
- 1897–1918: Friedrich Zorer
- 1919–1931: Adolf Kommerell
- 1931–1936: Robert Barth